# Делиу, Тудор Георгиевич
Тудор Георгиевич Делиу (Делю; рум. Tudor Deliu; 29 октября 1955, с. Малкоч, Яловенский район, Молдавская ССР, СССР — 4 августа 2023, Кишинёв, Республика Молдова) — молдавский политик. Депутат Парламента Республики Молдова с 31 марта 2010 по 9 марта 2019 года.

## Профессиональная деятельность
В период 1990—1994 годов был примаром села Резены Яловенского района.
Депутат Парламента Республики Молдова с 2010 по 2019 год. До 16 августа 2020 являлся председателем Либерал-демократической партии Молдовы.
В 2014 году Тудор был включён на 52 позицию в «ТОП-100 самых влиятельных политиков ноября 2014 года» (по Республике Молдова) по версии Института политического анализа и консультирования «ПОЛИТИКОН».
9 сентября 2018 года на 7-м съезде Либерал-демократической партии Молдовы Тудор Делиу был избран новым председателем формирования, должность, которую он занимал до 16 августа 2020 года, когда был переизбран во главе формирования Влада Филата.
Тудор Делиу баллотировался от Либерал-демократической партии Молдовы на президентских выборах 1 ноября 2020 года, набрав 1,37% голосов (18486 голосов).
Делиу заявил, что поддерживает объединение Республики Молдова с Румынией.

## Личная жизнь
Он был футбольным болельщиком, играл в футбол и даже тренировал местную команду. Был женат и имел троих детей. Помимо румынского, он также говорил по-французски и по-русски. Тудор Делиу — ветеран вооружённого конфликта на левом берегу Днестра, где он был начальником штаба карабинеров.

## Награды
- Орден «Трудовая слава» (21 мая 2013 года) — за заслуги в проведении государственной политики в области публичного управления, вклад в подготовку и повышение квалификации государственных служащих и плодотворную научно-методическую деятельность[13].
- Почётная грамота Совета МПА СНГ (27 марта 2017 года, Межпарламентская ассамблея СНГ) — за активное участие в деятельности Межпарламентской Ассамблеи и её органов, вклад в укрепление дружбы между народами государств — участников Содружества Независимых Государств[14].